# Atentado de Abuya de 2014
El atentado de Abuya de 2014 ocurrió el 14 de abril a las 6:45 (hora local), cuando dos bombas estallaron en una estación de autobús abarrotada a ocho kilómetros al suroeste del centro de Abuya, Nigeria, matando al menos a 88 personas e hiriendo a por lo menos otras 200. Seis días después del ataque, la organización terrorista Boko Haram se hizo responsable.
El atentado ocurrió el mismo día que el asalto al colegio femenino de Chibok.

## Ataque
Los explosivos escondidos dentro de los vehículos detonaron durante la hora punta de la mañana en una estación de autobuses en Nyanya, a las afueras de Abuya. Después de la explosión inicial, más explosiones ocurrieron cuando los tanques de combustible en los vehículos cercanos se incendiaron. Los primeros informes hablaron de 71 fallecidos, pero las cifras aumentaron hacia 88 víctimas para el 18 de abril.

El presidente Goodluck Jonathan visitó el lugar del ataque y envió su pésame a los familiares de las víctimas.